# Daniël Craet

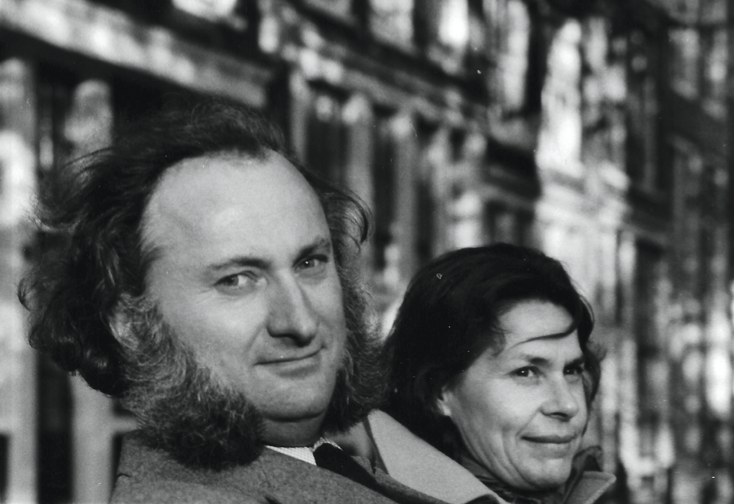
Dan Craet en Frida Burssens.

Daniël (Dan) Craet (27 februari 1926 - Mariakerke-Gent, 26 augustus 2013) was een Belgisch architect.

## Levensloop
Dan Craet was de echtgenoot van Frida Burssens. 
Hij studeerde af in 1951 en liep stage in Zürich bij het bureau Moser.
Hedendaagse architectuur trok hem aan. In 1955, 1956 en 1957 organiseerde hij, samen met zijn vrouw en met architect Adelbert Van de Walle, het Nationaal Salon voor Modern Sociaal Meubel.
Onder zijn ontwerpen zijn te vermelden:
- de Stadsbibliotheek van Ronse (1959) 1962-1963 i.s.m. Albert Lequesne,
- het modernistisch huis van Marcel Vanhoutryve in de Stijn Streuvelsstraat 16 te Brugge.
- sociale woonwijk Floreal te Ronse (eengezinswoningen en laagbouw galerijwoningen) i.s.m Albert Lequesne (huisvestingsmaatschappij De Nieuwe Haard)
- ensemble woningen 1954-1955 met eigen architectenbureel, woning schoonvader professor Amaat Burssens, atelier schoonbroer kunstschilder Jan Burssens in de Verschansingsstraat 4-6 te Mariakerke (Oost-Vlaanderen).
- modernistische woningen jaren 1950 in de Verschansingsstraat 1, 3 en 6 te Mariakerke (Oost-Vlaanderen).
- een woonwijkje jaren 1950-1960 in de Armand Bourdonlaan, Sint-Denijs-Westrem.
- een woonwijkje jaren 1950 in de Korte Rijakkerstraat[1] te Mariakerke (Oost-Vlaanderen) samenwerkingsproject met studiegenoten Olivier Nowé, André Platel, René Heyvaert.

Craet was vooral een van de belangrijke initiatiefnemers voor allerhande organisaties en verenigingen in dienst van het architectenberoep.
- In 1971 werd hij verkozen tot derde voorzitter van de Nationale Raad van de Orde van Architecten. Hij was toen vijfenveertig en de jongste ooit in deze functie.
- Hij stond mee aan de wieg van de CLAEU, het Comité de Liaison des Architectes de l'Europe Unie. De activiteiten van deze vereniging leidden ertoe dat de architecten, als eerste beroep, hun activiteiten in alle EEG-landen mochten uitoefenen
- In 1984 was hij medeoprichter van ARCHINTER, die de Federatie van Architecten in België (FAB) en de Orde van Architecten verenigde om de activiteiten op internationaal vlak te kunnen opvolgen
- Hij richtte ook NUVIBB op, de Nationale Unie der Vrije en Intellectuele Beroepen van België.
- In 1974 samen met enkele architecten en industriëlen stichtte hij Cobaty International België, met als doel personen te verenigen wier activiteit hoofdzakelijk gericht is op stedenbouw, architectuur en bouw.
- Hij was de grondlegger van de CEA, Conseil Européen des Architectes, die de samenwerking wilde verzekeren tussen o.a. het Wetenschappelijk en Technisch Centrum van het Bouwbedrijf (WTCB), de Nationale Confederatie van het Bouwbedrijf en de vastgoedsector.
- Van 1996 tot 2003 was hij voorzitter van de Koninklijke Federatie van Architectenverenigingen van België (FAB). Onder zijn voorzitterschap werd de organisatie van de Belgische Architectuurawards door de FAB op zich genomen en nam deze vereniging opnieuw zijn plaats in bij het WTCB.
- Hij was ondervoorzitter van AR.CO, de coöperatieve vennootschap voor de verzekering van architecten.

Samen met Jan Tanghe en enkele anderen stichtte hij in 1972 het Informatiecentrum voor Architectuur, Stedenbouw en Design (ICASD) vzw, dat de uitgever werd van het tijdschrift A+.
Hij was ook lid van de raad van bestuur van de vzw Treaty of Ghent, die de herdenking organiseerde van het in 1814 in Gent gesloten verdrag tussen de Verenigde Staten en Groot-Brittannië.